# Епархия Табаикары
Епархия Табаикары (лат. Dioecesis Tabaicarensis) — титулярная епархия Римско-Католической церкви.

## История
Античный город Табаикары, находившийся в римской провинции Мавретании, в первые века христианства был центром одноимённой епархии.

## Епископы
- епископ Виктор (упоминается в 411 году);
  - епископ Марциан (упоминается в 411 году) — последователь донатизма;
- епископ Криспин (упоминается в 484 году).

## Титулярные епископы
- епископ James Edward Kearney (21.10.1966 — 18.01.1971);
- епископ Валериан Зондакс (28.10.1972 — 27.09.1986);
- епископ Juozas Žemaitis M.I.C.[1] (10.03.1989 — 24.12.1991), назначен епископом Вилкавишкиса;
- епископ Leonardo Mario Bernacchi O.F.M. (17.11.1993 — 10.04.2012);
- епископ Иосиф Станевский (29.11.2013 — 14.09.2021).

## Источник
- Annuario Pontificio, Libreria Editrice Vaticana, Città del Vaticano, 2003, ISBN 88-209-7422-3
- Pius Bonifacius Gams, Series episcoporum Ecclesiae Catholicae, Leipzig 1931, стр. 468
- Stefano Antonio Morcelli, Africa christiana, Volume I, Brescia 1816, стр. 291